# Делія (Канзас)
Делія (англ. Delia) — місто (англ. city) в США, в окрузі Джексон штату Канзас. Населення — 151 особа (2020).

## Географія
Делія розташована за координатами 39°14′22″ пн. ш. 95°57′53″ зх. д. / 39.23944° пн. ш. 95.96472° зх. д. (39.239311, -95.964847).  За даними Бюро перепису населення США в 2010 році місто мало площу 0,29 км², уся площа — суходіл.

## Демографія
Згідно з переписом 2010 року, у місті мешкало 169 осіб у 52 домогосподарствах у складі 40 родин. Густота населення становила 581 особа/км².  Було 58 помешкань (199/км²).
Расовий склад населення:
| - 85,8 % — білих - 10,7 % — корінних американців |

До двох чи більше рас належало 3,6 %. Частка іспаномовних становила 1,8 % від усіх жителів.
За віковим діапазоном населення розподілялося таким чином: 30,8 % — особи молодші 18 років, 60,3 % — особи у віці 18—64 років, 8,9 % — особи у віці 65 років та старші. Медіана віку мешканця становила 33,5 року. На 100 осіб жіночої статі у місті припадало 85,7 чоловіків;  на 100 жінок у віці від 18 років та старших — 88,7 чоловіків також старших 18 років.
Середній дохід на одне домашнє господарство  становив 49 877 доларів США (медіана — 48 750), а середній дохід на одну сім'ю — 51 693 долари (медіана — 55 833). За межею бідності перебувало 16,1 % осіб, у тому числі 32,6 % дітей у віці до 18 років та 9,5 % осіб у віці 65 років та старших.
Цивільне працевлаштоване населення становило 60 осіб. Основні галузі зайнятості: виробництво — 41,7 %, будівництво — 23,3 %, транспорт — 13,3 %, роздрібна торгівля — 10,0 %.